# フォトジェニック (ゲーム)
『フォトジェニック』は、1997年5月16日にサンソフトから発売されたPC-98用パソコンゲーム。同年12月18日にはPS版が、1998年1月29日にはSS版が発売された。
パラメータをアップさせて主人公を育成したり、状況によりフィルムを選びヒロインの写真を撮るシミュレーション要素と、行き先を選択しキャラクターとの会話を楽しむアドベンチャー要素が合わさった、恋愛シミュレーションゲーム。
- キャラクターデザイン・イベントグラフィック監修 - すぎやま現象（イラストレーター）
- シナリオ - 三宅邦治（グローディア出身、ゼロシステム所属。他作品に『アルヴァリーク冒険記』や『サバッシュII 〜メヒテの大予言〜』がある）

## 概要
ゲームの舞台として登場するのは主人公が住む町を含めた4つの町。日曜日と休日は町を自由に移動できるようになる。プレイヤーのパラメーターには、人物と風景写真の撮影能力、町を自由に行動するためのタイムポイントがある。これらの能力は平日に選んだ仕事で高めることになる。仕事の種類は6種類あり、写真の腕を磨く仕事や、タイムポイントを高める仕事などが用意されている。
プレイステーション版とセガサターン版への移植にあたり、それぞれオリジナルのイベントが4つずつ追加された。そのほか、被写体以外に登場するサブキャラクターの女の子たち、4人のイベントが加わり、彼女たちを恋愛対象としたエンディングが追加されている。

## 登場人物
瀬田 雄吾
本作の主人公。写真コンテストでの優勝を目指す、駆け出しのカメラマン。写真のモデルとして3人の少女と出会うことになる。
桜井 愛美（さくらい まなみ）
声：小森まなみ
高校1年生。自分のことを「まみたん」と呼ばせたり、別れの挨拶に「ばいにゃん」と言ったりと、マイペースで明るい性格の少女。趣味はリボンやめいぐるみを集める事。見た目の態度とは裏腹に、実は暗い過去を持っている。
北条 綾乃（ほうじょう あやの）
声：笠原弘子
高校2年生。穏やかな性格の、物腰丁寧なお嬢様。絵を描くことが好きで、自宅にはアトリエを持っている。
織原 いずみ（おりはら いずみ）
声：岩男潤子
中学3年生。読書が好きな、内気な少女。誰もが振り向くような美人の姉に、コンプレックスを抱いている。自分の眼鏡を不細工だと思っているなど、自分の持つ魅力には気づいていない。
真園 睦香
声：山口由里子
沢渡 誠信（さわたり せいしん）
声：山口健
天野 理路
声：川上とも子
織原 うみ（おりはら うみ）
声：永野愛
牧野 博人
声：浅田葉子
御子神 鈴音
声：柊美冬

## ドラマCD
『ZEST CD BOOK Vol.3 フォトジェニック』，1998年発売。

## 関連商品
PS/SS フォトジェニック 公式攻略ガイド
発売日：1999年12月30日、発行：メディアワークス、価格：税込1260円
PS版とSS版の公式攻略本。